# Tagyon

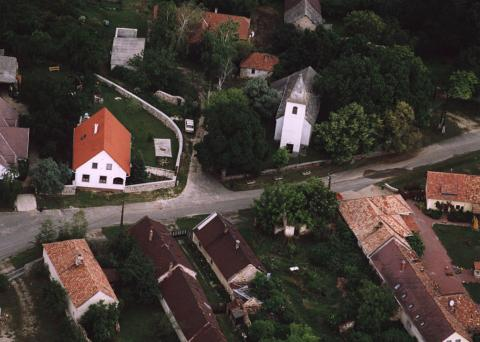
Flygfoto från Tagyon.

Tagyon är ett samhälle i provinsen Veszprém i Ungern. Tagyon ligger i distriktet Balatonfüred och har en area på 2,76 km². År 2020 hade Tagyon totalt 98 invånare.